# Crithagra mozambica
Il canarino del Mozambico o  canarino frontegialla (Crithagra mozambica (Statius Müller, 1776)) è un uccello passeriforme della famiglia dei Fringillidi.

## Descrizione

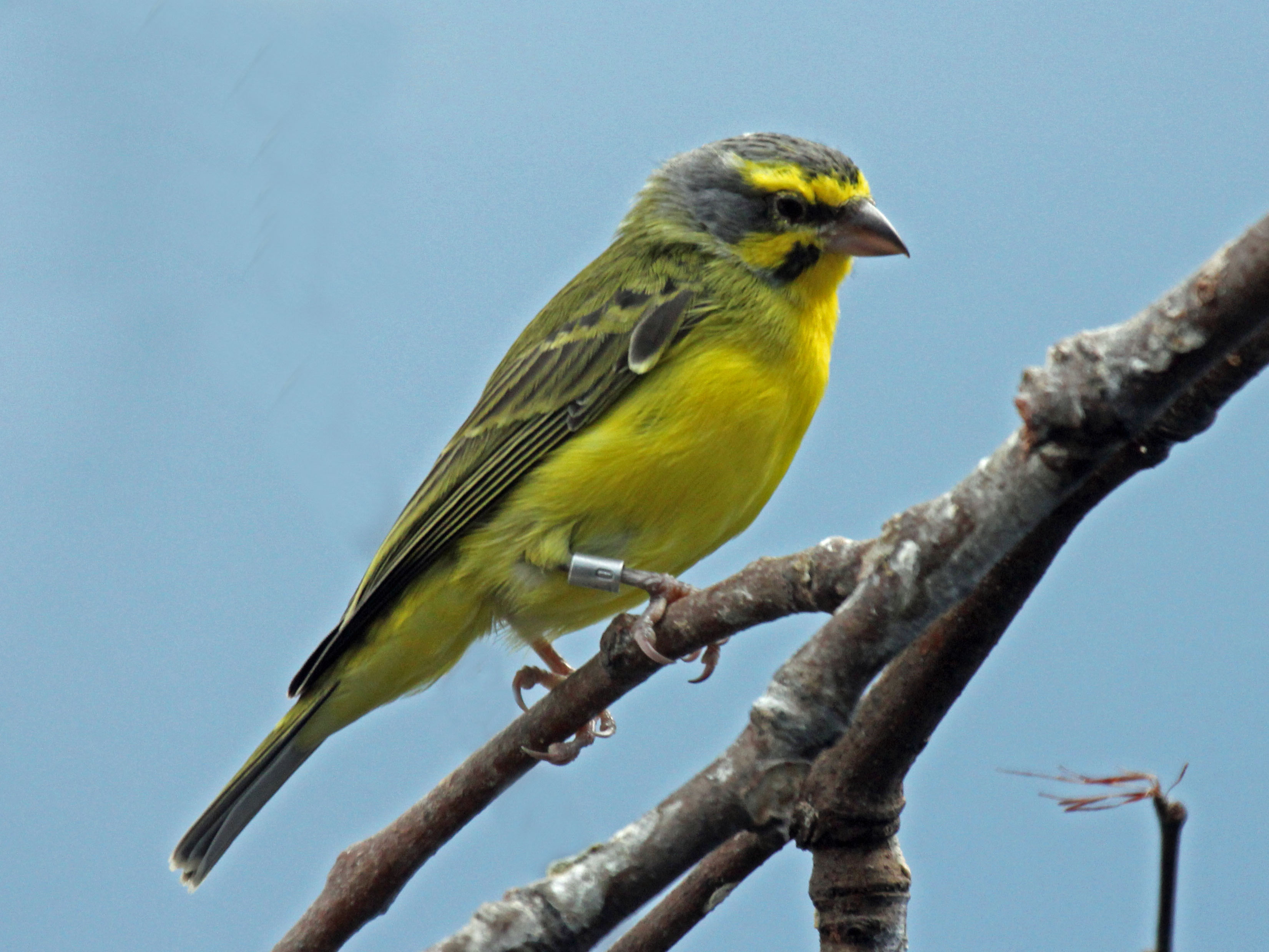
Esemplare in natura.

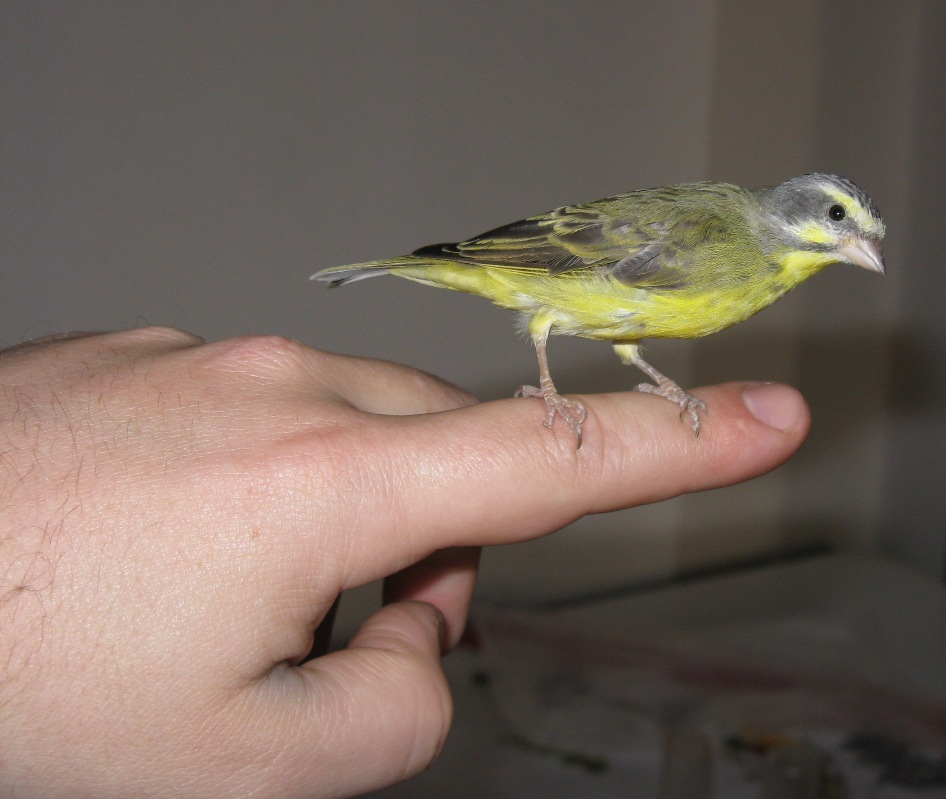
Esemplare posato su un dito dà un'idea delle dimensioni della specie.

### Dimensioni
Misura 11-13 cm di lunghezza, per un peso di 8,5-16,2 g ed un'apertura alare di 21,5 cm.

### Aspetto
Si tratta di uccelletti dall'aspetto paffuto, con testa arrotondata, becco conico, ali appuntite e coda dalla punta lievemente forcuta.
Il piumaggio è di colore grigio-verdastro su tutta l'area dorsale, con penne di remiganti e coda che si presentano nere con orli biancastri, mentre il codione è giallo. Fronte, sopracciglia, guance, gola, petto, parte superiore del ventre e fianchi sono anch'essi di colore giallo, con mascherina e mustacchi nerastri ai lati del becco: basso ventre e sottocoda sono invece di colore biancastro.

Le varie sottospecie presentano fra loro lievi differenze di taglia, proporzioni delle varie misure morfologiche (ali, coda, zampe, becco etc.), tonalità del piumaggio ed estensione delle varie colorazioni (mustacchi, sopracciglia, bande golari, giallo ventrale etc.).
Il dimorfismo sessuale non è molto evidente, coi maschi a parità d'età lievemente più piccoli e dai colori più vivaci rispetto alle femmine, che dal canto loro presentano talvolta una lieve banda golare bruna che congiunge i due mustacchi. In ambedue i seei, gli occhi sono di colore bruno scuro, le zampe sono di colore carnicino ed il becco è dello stesso colore, con punta e parte superiore più scure.

## Biologia

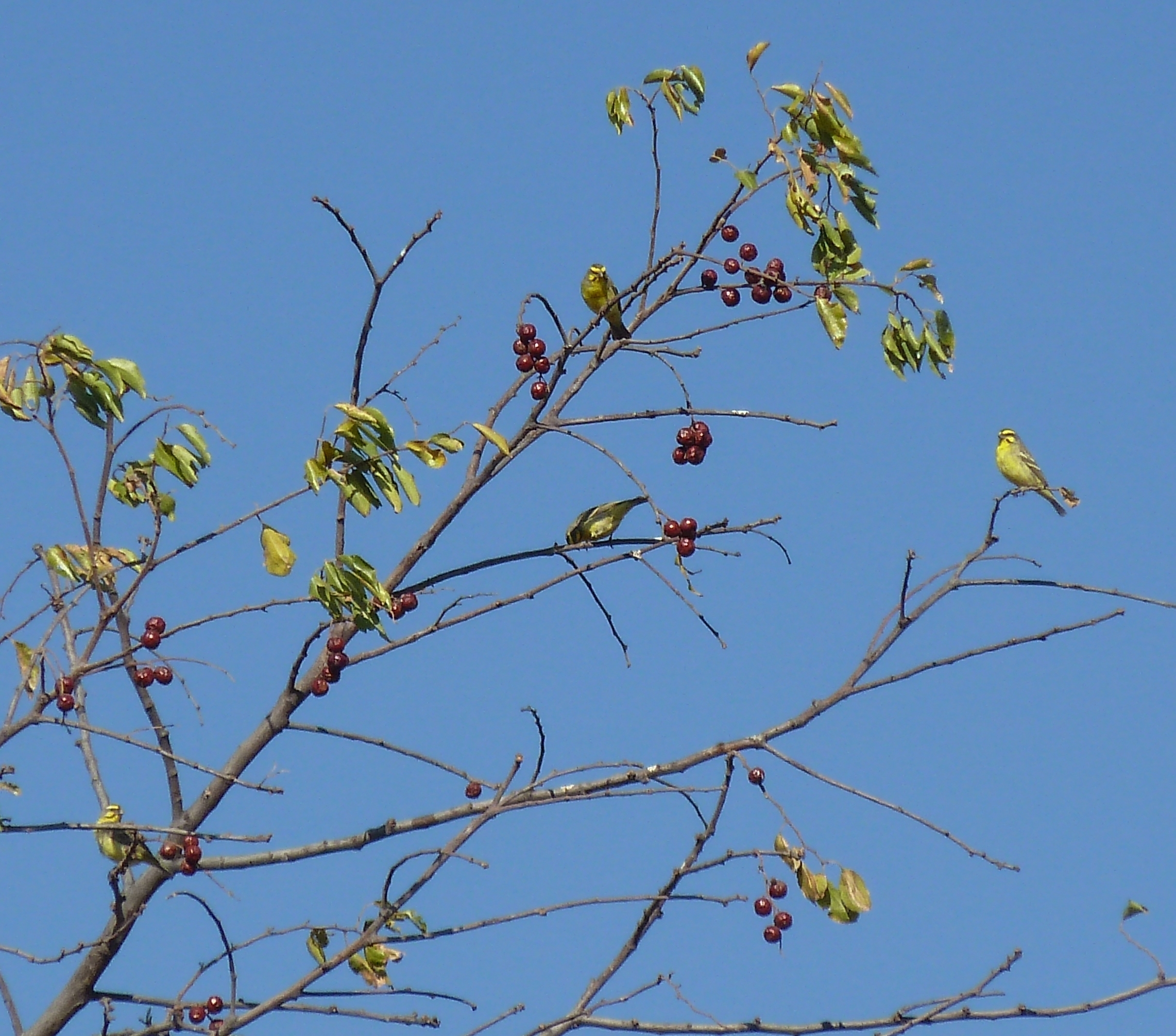
Gruppo di canarini del Mozambico su una pianta.

I canarini del Mozambico sono uccelletti vispi e vivaci, molto miti, i quali si muovono tendenzialmente da soli o in piccoli gruppi familiari, ma possono dimostrarsi anche piuttosto gregari, riunendosi talvolta all'infuori del periodo riproduttivo in stormi di un centinaio d'individui, talvolta in associazione con altre specie affini.

I gruppi passano la maggior parte della giornata al suolo o fra l'erba alta alla ricerca di cibo, facendo poi ritorno sul fare della sera sempre agli stessi posatoi (generalmente alberi isolati) per passare la notte.

I vari individui, sia nell'ambito dello stesso gruppo familiare che negli stormi, si tengono in costante contatto uditivo fra loro mediante cinguettii e pigolii: essi comunicano inoltre fra loro mediante la postura del corpo, in particolar modo dominanza o subalternità per quanto riguarda l'accesso alle fonti di cibo o di acqua.

### Alimentazione

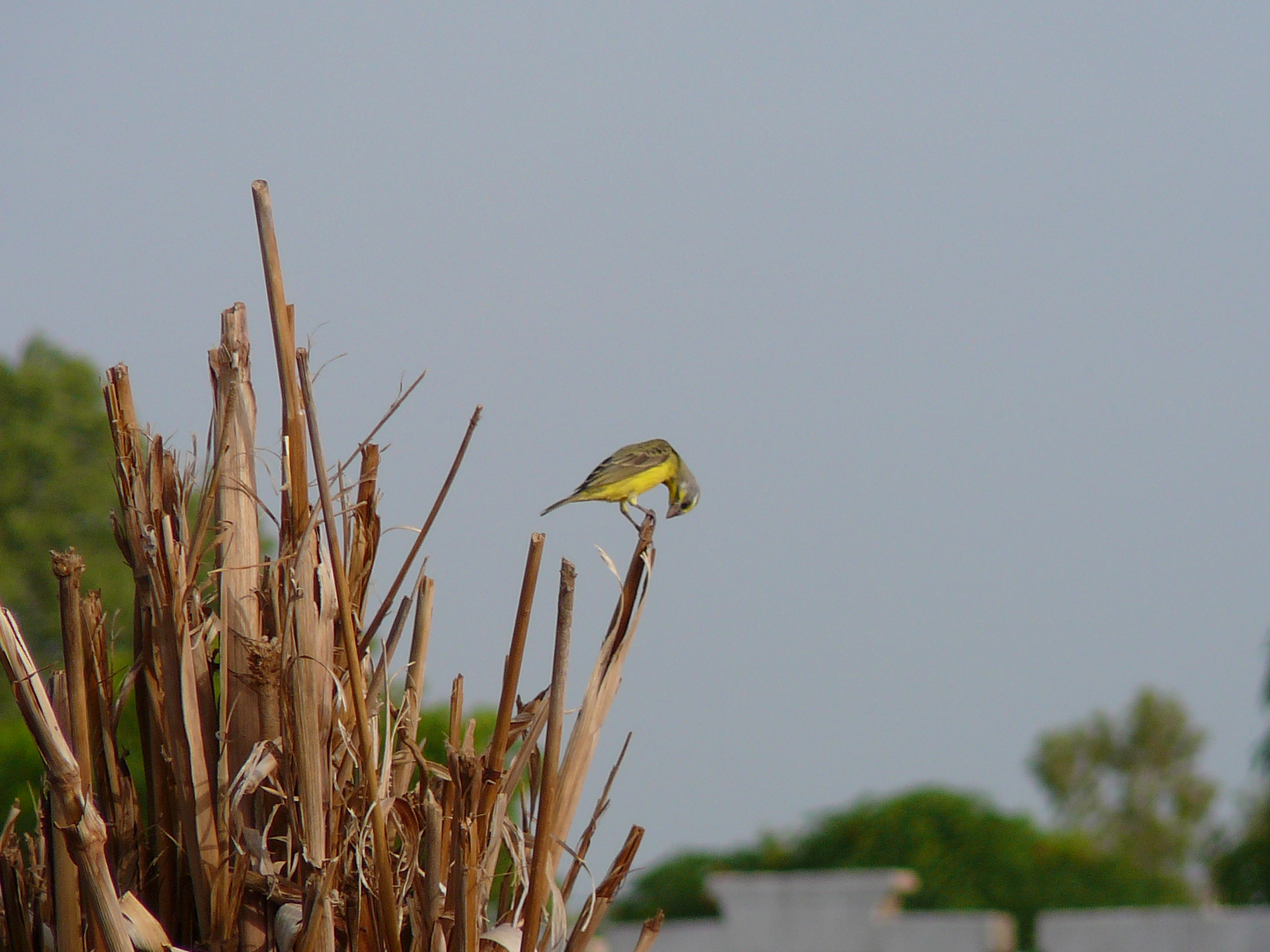
Esemplare si nutre in natura.

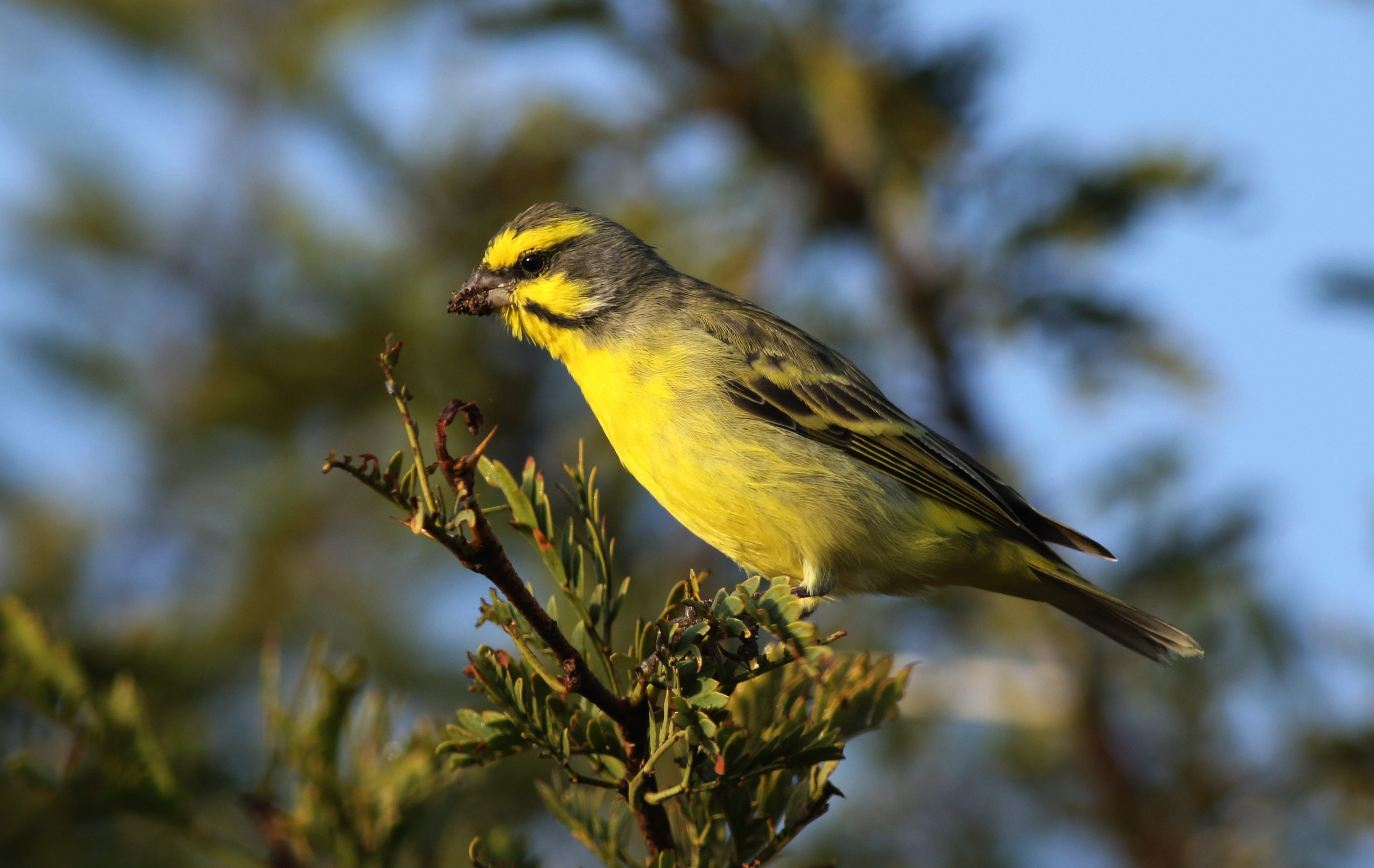
Esemplare si nutre in Sudafrica.

Si tratta di uccelli essenzialmente granivori, la cui dieta si compone perlopiù di semi di piante erbacee prelevati dalla pianta stessa: essi integrano tuttavia la propria dieta anche con altri alimenti, sia di origine vegetale (foglioline, germogli, bacche, frutta, petali, nettare) che animale (piccoli insetti, larve ed altri invertebrati di piccole dimensioni). La componente animale della dieta è maggiore durante il periodo degli amori, quando il fabbisogno energetico è accresciuto per via della fregola e dell'allevamento della prole.

### Riproduzione
Considerando anche il vasto areale occupato dalla specie (che comprende ambedue gli emisferi terrestri), la stagione degli amori non è univoca, ma cade in corrispondenza della stagione delle piogge locale (maggio-novembre in Africa occidentale, novembre-aprile in Zimbabwe, tutto l'anno in Africa orientale etc.).
Durante il periodo riproduttivo i maschi cantano a squarciagola da posatoi in evidenza (rocce, alberi solitari) per attrarre le femmine: una volta sopraggiunte, esse vengono seguite incessantemente dallo spasimante, che tiene coda e testa erette con becco semiaperto, penne arruffate, ali semiaperte e puntate verso il basso, fino a quando l'amata non gli si concede, accovacciandosi e spostando lateralmente la coda. Si tratta di uccelli rigidamente monogami, le cui coppie rimangono assieme durante tutta la stagione degli amori e spesso anche oltre. Durante la stagione riproduttiva, le coppie possono dimostrare territorialità nei confronti di intrusi conspecifici: d'altro canto, non è infrequente osservare anche più nidi su un singolo albero.

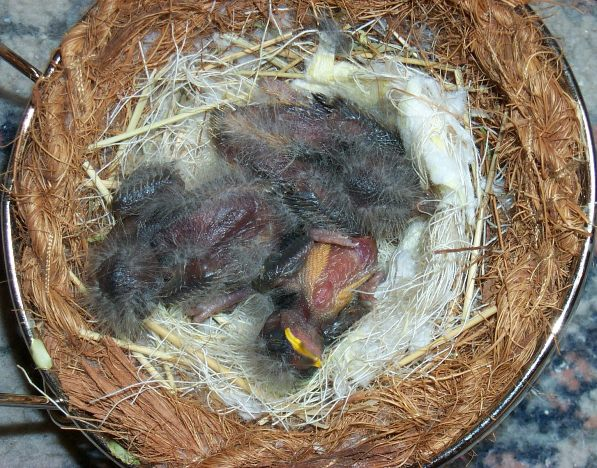
Pulli in cattività.

Il nido, a forma di coppa, viene costruito dalla sola femmina (col maschio che può talvolta fornire parte del materiale da costruzione) intrecciando fibre vegetali alla biforcazione di un ramo o comunque in un posto riparato ed elevato (1-6 m dal suolo), foderando l'interno con lanugine vegetale o animale: al suo interno, essa depone 2-5 uova al ritmo di uno al giorno, covandole poi per circa due settimane, col maschio che rimane di guardia nei pressi del nido e si occupa di reperire il cibo per sé e per la compagna.

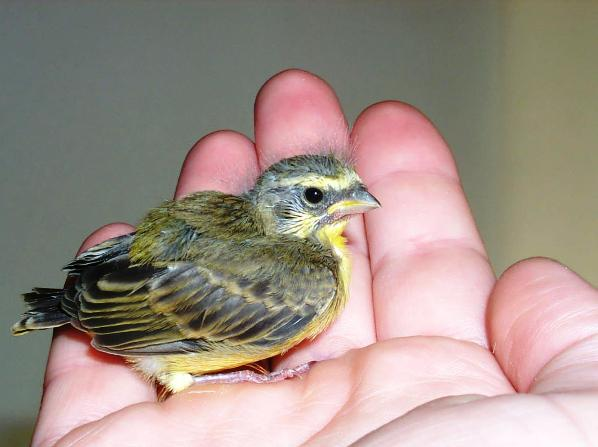
Giovane di tre settimane.

I pulli, ciechi ed implumi alla schiusa, vengono accuditi ed imbeccati da ambedue i genitori. Essi sono in grado d'involarsi attorno alle due settimane e mezzo di vita: tuttavia, i giovani tendono a rimanere coi genitori (che in genere, qualora la disponibilità di cibo lo permetta, si stanno dedicando a una seconda covata) fino al mese e mezzo circa di vita, seguendoli nei loro spostamenti e continuando (sebbene sempre più sporadicamente) a chiedere loro l'imbeccata, dopodiché solitamente si disperdono.

La maturità sessuale viene raggiunta attorno ai sei mesi di vita: tuttavia è raro che i giovani riescano a riprodursi con successo prima dell'anno di vita. Una coppia può portare avanti anche due o tre covate l'anno.
La speranza di vita dei canarini del Mozambico in natura è di circa 2-3 anni, con un singolo esemplare vissuto 8,5 anni in natura: in cattività, questi uccelli superano facilmente i 10-15 anni d'età.

## Distribuzione e habitat

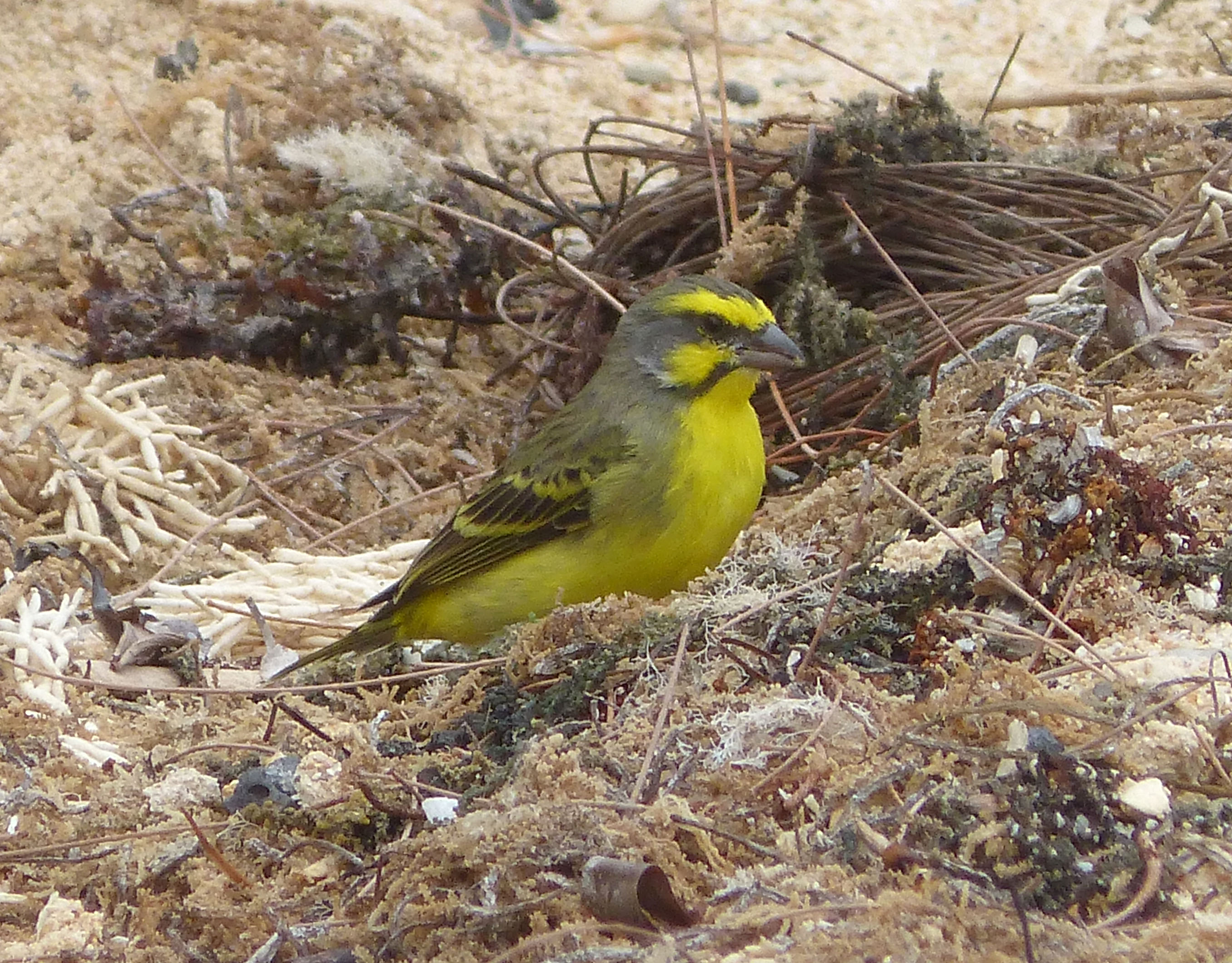
Esemplare in natura a Mauritius, dove la specie è stata introdotta.

A dispetto del nome comune, il canarino del Mozambico è diffuso in una vasta parte dell'Africa Subsahariana a sud del 17º parallelo nord, risultando assente solo dalle aree aride dell'Africa meridionale e dall'impenetrabile foresta pluviale del bacino del Congo. La specie è stata inoltre introdotta con successo anche all'infuori del proprio range d'appartenenza: a Oahu, Porto Rico, São Tomé, Mafia, Mauritius, Rodrigues, Assumption e Réunion.

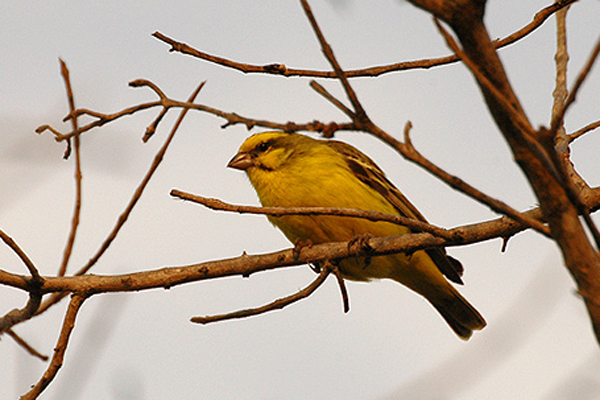
Esemplare in natura in Uganda.

L'habitat di questi uccelli è rappresentato dalle aree erbose aperte di savana con presenza di macchie alberate o cespugliose, al di sotto dei 2300 m di quota: questi uccelli si dimostrano tuttavia estremamente adattabili, colonizzando anche aree alberate con radure, mangrovieti, aree sabbiose con cespugli sparsi e soprattutto aree antropizzate, come campi coltivati, giardini e parchi urbani, dove risulta loro molto semplice reperire cibo ed acqua.

Sebbene tendenzialmente stanziali, i canarini del Mozambico possono affrontare piccoli spostamenti alla ricerca di cibo e acqua: ciò avviene specialmente nelle aree settentrionali ed in generale meno ricche d'acqua dell'areale da essi occupato.

## Sistematica
Se ne riconoscono dieci sottospecie:
- Crithagra mozambica mozambica (Statius Müller, 1776) - la sottospecie nominale, diffusa in Mozambico centro-meridionale, Kenya orientale, Zimbabwe, Botswana orientale e meridionale e Sudafrica nord-orientale;
- Crithagra mozambica caniceps (d'Orbigny, 1839) - diffusa nell'estremo sud della Mauritania, in Senegambia e Sierra Leone e da qui ad est fino al Camerun nord-occidentale;
- Crithagra mozambica punctigula (Reichenow, 1898) - endemica del Camerun centro-meridionale;
- Crithagra mozambica grotei (Sclater & Mackworth-Praed, 1931) - diffusa in Sudan orientale ed Etiopia occidentale;
- Crithagra mozambica gommaensis (Grant & Mackworth-Praed, 1945) - diffusa in Eritrea ed Etiopia centro-settentrionale;
- Crithagra mozambica barbata Heuglin, 1864 - diffusa dal Ciad meridionale al Sud Sudan e da qui a sud fino alla Tanzania nord-occidentale;
- Crithagra mozambica tando (Sclater & Mackworth-Praed, 1918) - diffusa dal Gabon all'Angola nord-occidentale, oltre che a São Tomé (dov'è stata verosimilmente introdotta);
- Crithagra mozambica samaliyae (White, 1947) - diffusa in Congo sud-orientale, Angola orientale, Zambia settentrionale e orientale e Tanzania sud-occidentale;
- Crithagra mozambica vansoni (Roberts, 1932) - diffusa in Angola sud-orientale, Namibia nord-orientale e Zambia sud-occidentale;
- Crithagra mozambica granti (Clancey, 1957) - diffusa nell'estremo sud del Mozambico, nello Swaziland ed in Sudafrica sud-orientale (Mpumalanga, KwaZulu-Natal e Capo Orientale meridionale);

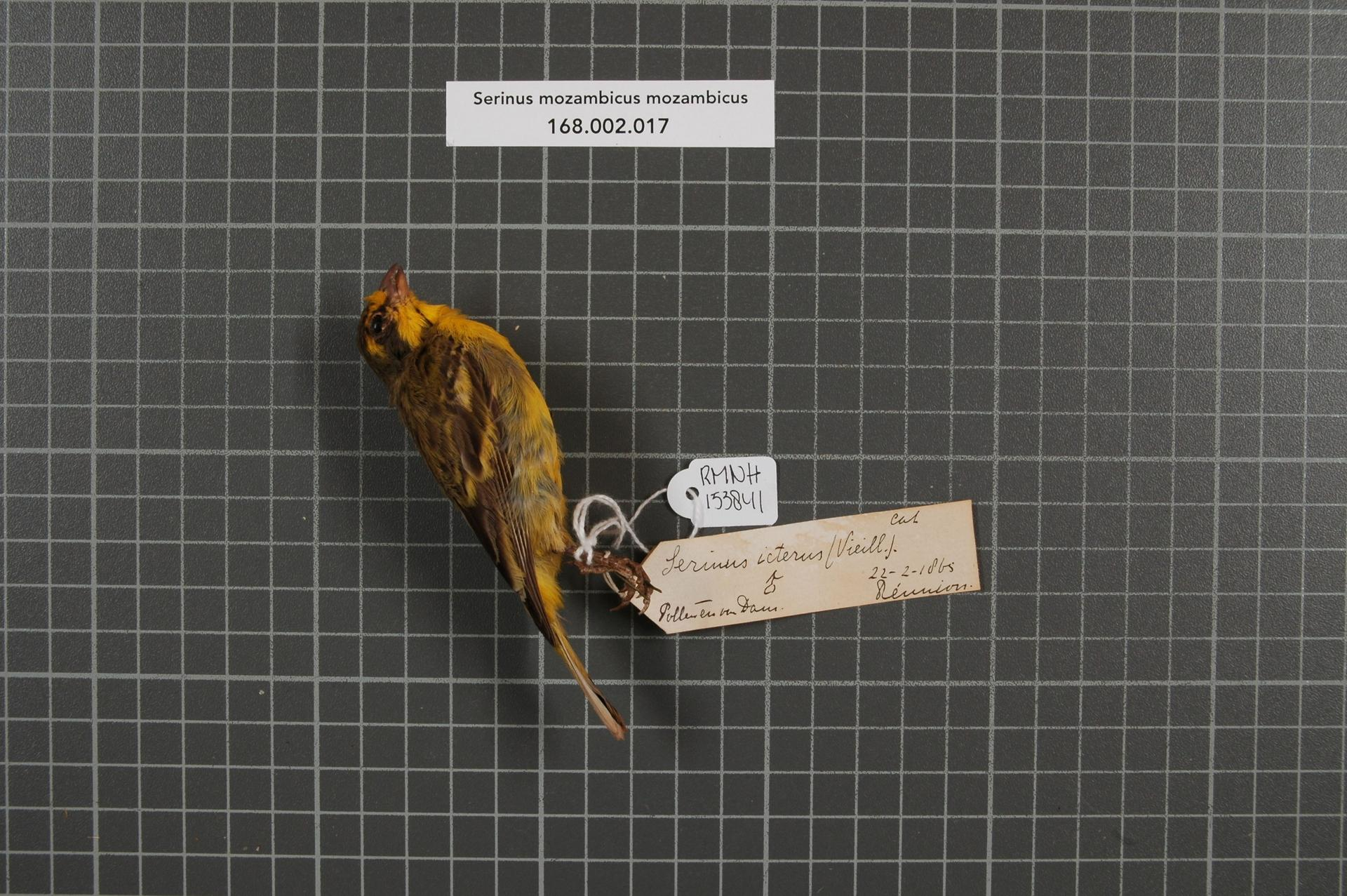
Esemplare impagliato della sottospecie nominale.
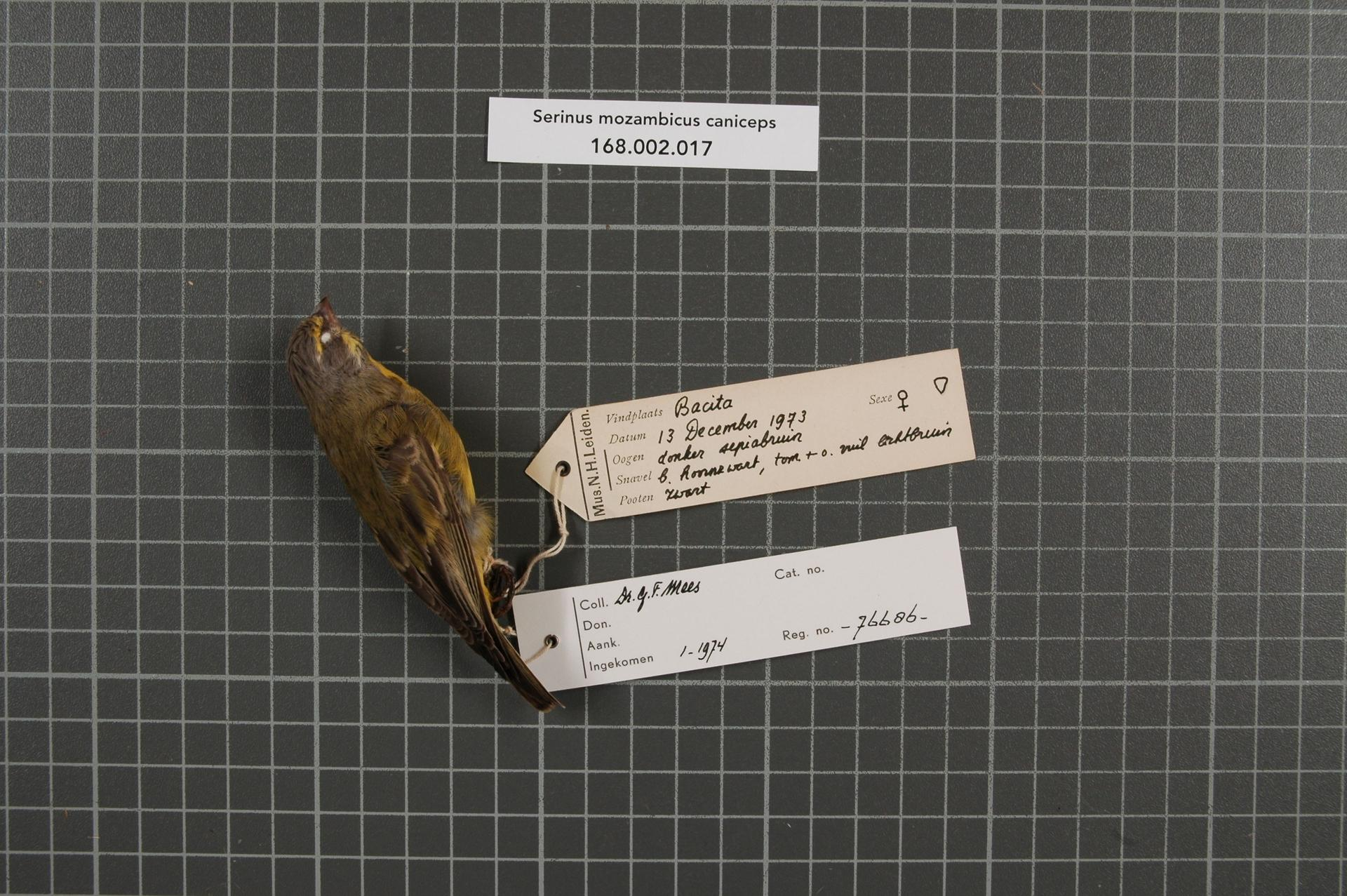
Esemplare impagliato della sottospecie caniceps.
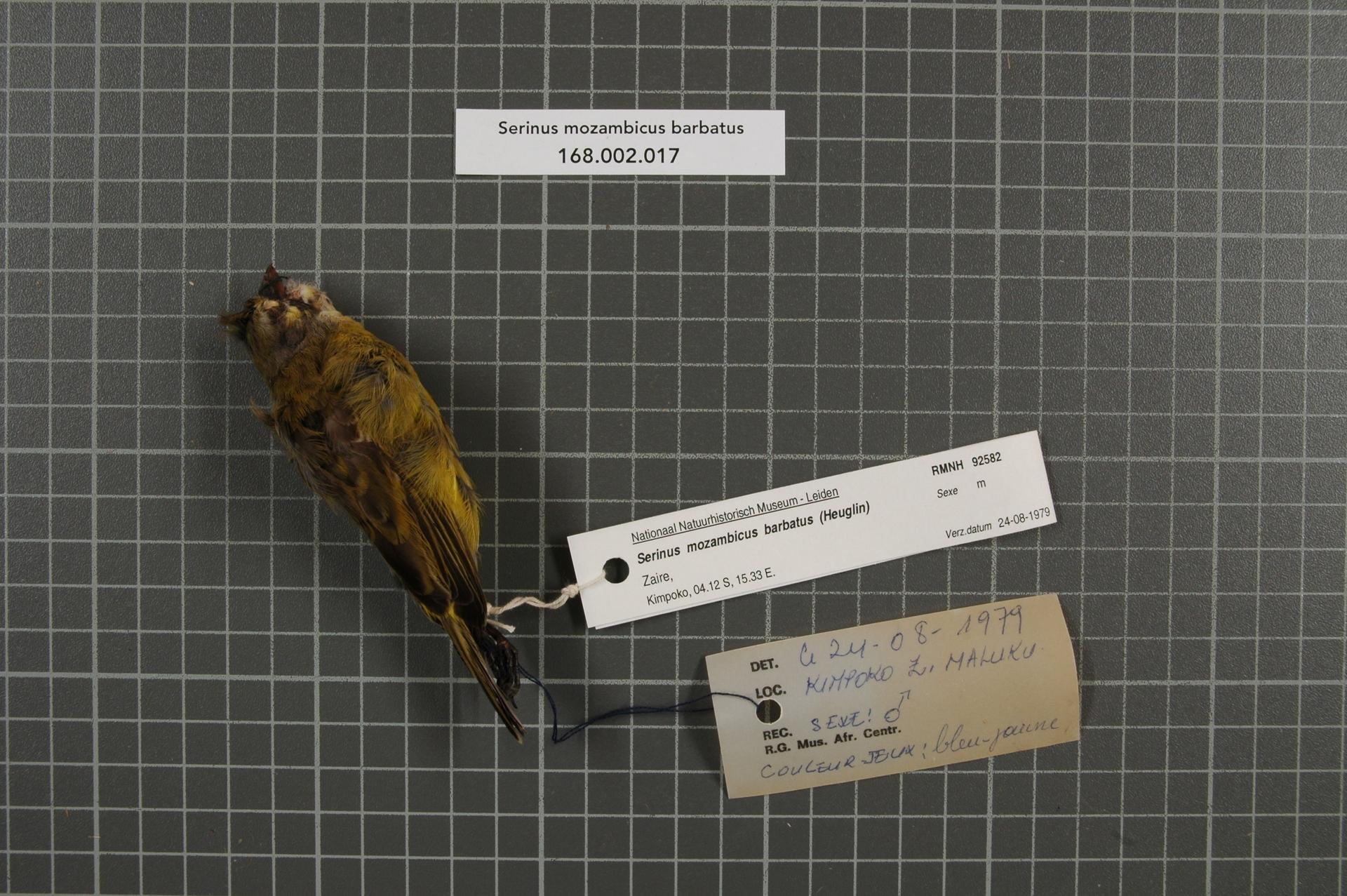
Esemplare impagliato della sottospecie barbatus.
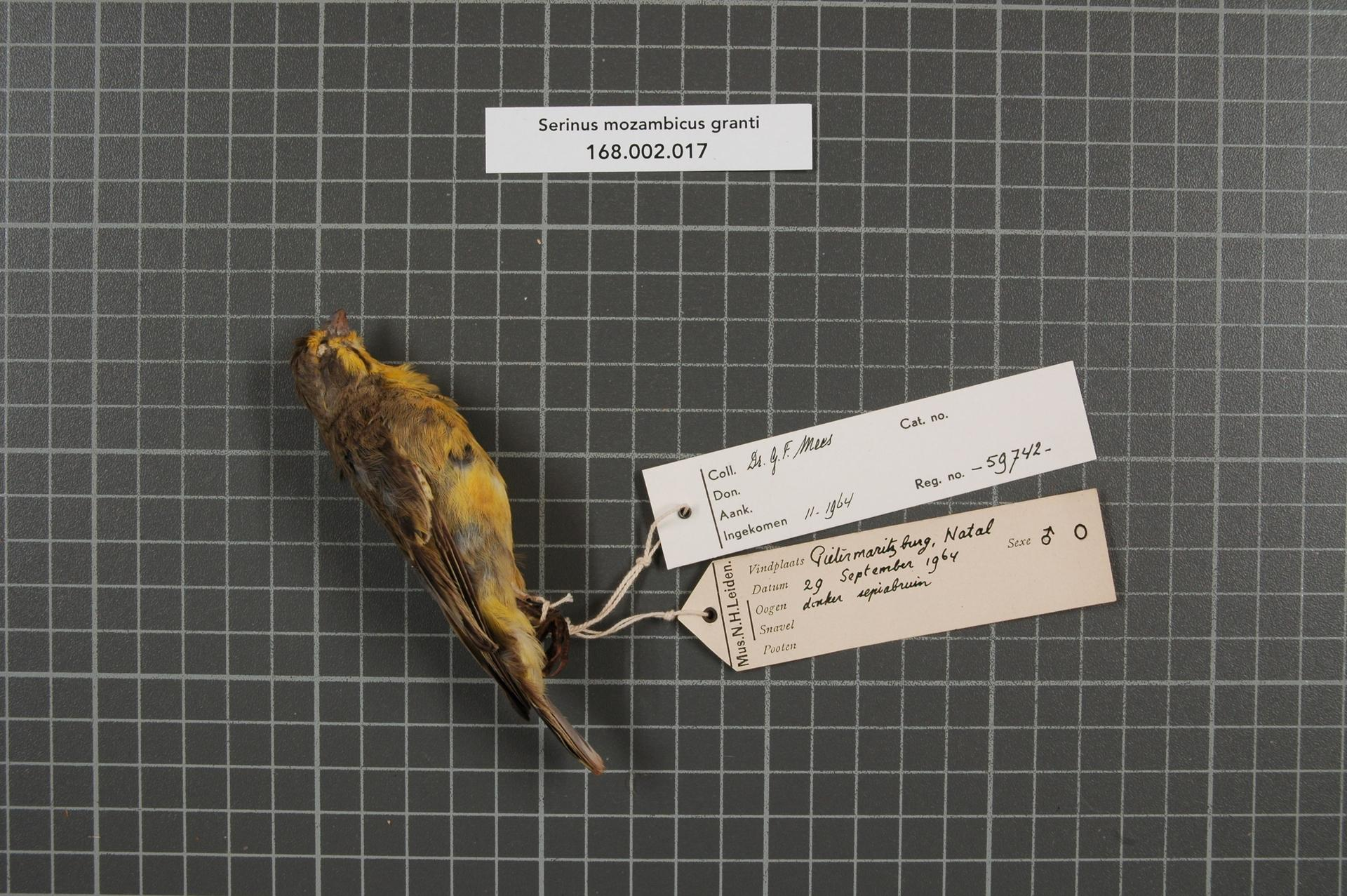
Esemplare impagliato della sottospecie granti.

In passato, la popolazione dell'isola di São Tomé veniva considerata una sottospecie a sé stante col nome di C. m. santhome, tuttavia attualmente si tende a considerare questi uccelli come facenti parte della sottospecie tando, diffusa nell'entroterra.